# Vittorio Bonicelli
Vittorio Bonicelli (* 28. April 1919 in San Valentino, Abruzzen; † 26. Juli 1994 in Rom) war ein italienischer Drehbuchautor und Fernsehproduzent, der durch Kinofilme wie Barbarella, Waterloo, Der Garten der Finzi Contini oder Die Untersuchung international bekannt wurde.

## Leben und Karriere
Vittorio Bonicelli wurde 1919 in San Valentino in den Abruzzen geboren. Seine Kindheit und seine Jugend verlebte er mit seinen Eltern in Cesena. Als Erwachsener schloss Bonicelli zuerst sein Studium der Rechtswissenschaften ab, bevor er nach dem Krieg im journalistischen Bereich in Mailand für eine Reihe von Jahren als Film- und Theaterkritiker für zahlreiche Zeitungen und Zeitschriften arbeitete. Von Ende der 1960er Jahre an war Bonicelli dann im Filmgeschäft als Drehbuchautor und kurzzeitig auch als Fernsehproduzent tätig.
Sein Durchbruch gelang ihm 1968 mit seinen Drehbüchern zur italienischen Kinoproduktion Barbarella und der Fernsehminiserie Die Odyssee, bei der er auch bei acht Folgen als Produzent in Erscheinung trat. In den kommenden Jahren folgten Arbeiten für Film- und Fernsehproduktionen wie Giovinezza giovinezza, die Miniserie Die Geschichte der Apostel oder der Historienfilm Waterloo von Regisseur Sergei Bondartschuk.
Bei der Oscarverleihung 1972 erhielt er zusammen mit Ugo Pirro eine Nominierung in der Kategorie Bestes adaptiertes Drehbuch für die Kinoproduktion Der Garten der Finzi Contini. In den 1970er und 1980er Jahren entstanden unter seiner Beteiligung weitere Drehbücher zu Filmen und Fernsehminiserien wie Moses mit Burt Lancaster in der Titelrolle, sowie Come una rosa al naso, die Fernsehminiserie Arabella, Damiano Damianis Filmdrama Die Untersuchung oder der Fernsehfilm Ein Kind mit Namen Jesus unter der Regie von Franco Rossi. 1993 erschien mit der Fernsehminiserie Karl der Große für Regisseur Clive Donner eine seiner letzten Arbeiten. Bonicelli verstarb 1994 im Alter von 65 Jahren. Posthum erschien 1996 der Fernsehfilm mit seiner Drehbuchfassung Mein Baby soll leben mit Marina Malfatti und Katharina Böhm.
Im Jahr 1957 war Vittorio Bonicelli als Jurymitglied bei den Internationalen Filmfestspielen von Venedig tätig.

## Auszeichnungen
- 1972: Oscar-Nominierung in der Kategorie Bestes adaptiertes Drehbuch bei der Verleihung 1972 für Der Garten der Finzi Contini zusammen mit Ugo Pirro

## Filmografie

### Kino
als Drehbuchautor
- 1968: Barbarella
- 1969: Giovinezza giovinezza
- 1970: Waterloo
- 1970: Der Garten der Finzi Contini (Il giardino dei Finzi-Contini)
- 1976: Come una rosa al naso
- 1987: Die Untersuchung (L'inchiesta)
- 1990: Una vita scellerata

### Fernsehen
als Drehbuchautor
- 1968: Die Odyssee (L'Odissea, Fernsehminiserie, 6 Episoden)
- 1969: Die Geschichte der Apostel (Atti degli apostoli, Fernsehminiserie)
- 1971: Die Äneis (Eneide) (Fernseh-Miniserie)
- 1974: Moses (Mosè) (Fernseh-Miniserie)
- 1979: La commediante veneziana (Fernsehminiserie)
- 1980: Arabella (Fernsehminiserie, 5 Episoden)
- 1981: Le ali della colomba (Fernsehminiserie)
- 1983: Benedetta e company (Fernsehfilm)
- 1984: Un delitto (Fernsehfilm)
- 1987: Ein Kind mit Namen Jesus (Un bambino di nome Gesù) (Fernseh-Miniserie)
- 1988: Sei delitti per padre Brown (Fernsehminiserie)
- 1989: Un bambino in fuga (Fernsehminiserie)
- 1990: Il colore della vittoria (Fernsehfilm)
- 1993: Karl der Große (Charlemagne, le prince à cheval, Fernsehminiserie)
- 1996: Mein Baby soll leben (A rischio d'amore, Fernsehfilm)

als Produzent
- 1968: Die Odyssee (L'Odissea, Fernsehminiserie, 8 Episoden)
- 1969: Die Geschichte der Apostel (Atti degli apostoli, Fernsehminiserie)